# Mięsień dłoniowy długi

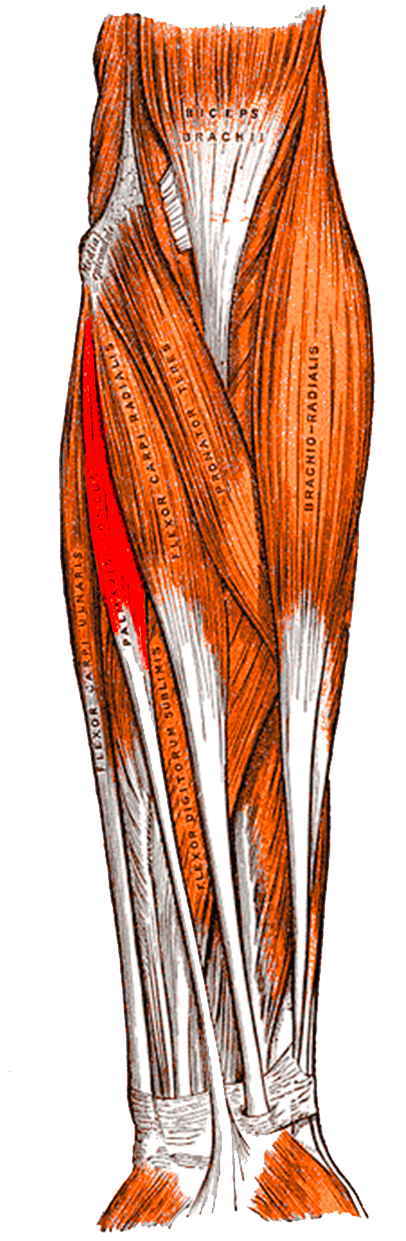
Mięsień dłoniowy długi zaznaczony na czerwono.

Mięsień dłoniowy długi (łac. musculus palmaris longus) – w anatomii człowieka wąski, wrzecionowaty mięsień kończyny górnej leżący w warstwie powierzchownej grupy przedniej mięśni przedramienia. Mięsień ten przyczepia się na nadkłykciu przyśrodkowym kości ramiennej i na powięzi przedramienia. Dodatkowo zrasta się z sąsiadującymi mięśniami. Przebiega ku dołowi między mięśniem zginaczem promieniowym nadgarstka a mięśniem zginaczem powierzchownym palców i kończy się długim ścięgnem przechodzącym w rozcięgno dłoniowe. Ścięgno zrasta się z troczkiem zginaczy przechodząc nad nim. Unaczyniony jest przez gałązki tętnicy łokciowej, a unerwiony przez nerw pośrodkowy (C7, C8). Jest mięśniem bardzo zmiennym, występuje u około 84% populacji. 
Jego funkcją jest napinanie rozcięgna dłoniowego i zginanie stawów ręki i palców w stawach śródręczno-paliczkowych. Oprócz tego nieznacznie nawraca przedramię i zgina je w stawie łokciowym. Brak tego mięśnia nie wpływa jednak na siłę chwytu.